# Parapontocaris caribbaea
Parapontocaris caribbaea är en kräftdjursart som först beskrevs av David R. Boone 1927.  Parapontocaris caribbaea ingår i släktet Parapontocaris och familjen Crangonidae. Inga underarter finns listade i Catalogue of Life.